# Camille Lecointre
Camille Lecointre (n. 25 februarie 1985, Harfleur, Haute-Normandie, Franța) este o sportivă ce a reprezentat Franța, medaliată olimpică. A participat la 3 ediții ale Jocurilor Olimpice (2012, 2016, 2020) în care a câștigat o medalie de bronz.